# Hà Lam
Hà Lam là thị trấn huyện lỵ của huyện Thăng Bình, tỉnh Quảng Nam, Việt Nam.

## Địa lý
Thị trấn Hà Lam nằm ở phía bắc huyện Thăng Bình, có vị trí địa lý:
- Phía đông giáp xã Bình Phục
- Phía tây giáp xã Bình Quý
- Phía nam giáp xã Bình Tú
- Phía bắc giáp xã Bình Nguyên.

Thị trấn Hà Lam có diện tích 11,70 km², dân số năm 2019 là 17.425 người, mật độ dân số đạt 1.489 người/km².

## Hành chính
Thị trấn Hà Lam được chia thành 9 khu phố: 1, 2, 3, 4, 5, 6, 7, 8, 9.

## Giao thông
- Quốc lộ 1A
- Quốc lộ 14E
- Nguyễn Hoàng
- Huỳnh Thúc Kháng
- Tiểu La
- Lý Tự Trọng
- Trần Phú
- Thái Phiên
- Nguyễn Thuật
- Đường 3/2
- Phan Tình
- Trần Thị Lý
- Nguyễn Văn Trỗi
- Nguyễn Hiền
- Trần Cao Vân
- Duy Tân
- Xuân Diệu
- Nguyễn Duy Hiệu
- Phạm Phú Thứ.
- Trương Thị Xáng